# Rings
Rings är en gård i Hejnums socken på Gotland.
Gården är mest känd för den boplats i bruk under romersk järnålder och folkvandringstid som ligger i beteshagen 150 meter söder om gården. De synliga lämningarna består av fyra hus som tillsammans bildar en gård. En av dessa är en stor hallbyggnad med en längd av 35 meter. Då husen undersöktes arkeologiskt 1886 kunde konstateras att de brunnit ned.